# Anna di Beaujeu
Anna di Francia o di Beaujeu (Genappe, 3 aprile 1461 – Chantelle, 14 novembre 1522) figlia di Luigi XI e della sua seconda moglie Carlotta di Savoia, ricoprì la carica di reggente di Francia, assieme al marito, dal 1483 al 1491, per il fratello Carlo VIII.

## Biografia
Anna era stata originariamente promessa in sposa a Nicola I, duca di Lorena e, in vista del matrimonio, creata viscontessa di Thouars nel 1468. Tuttavia Nicola ruppe l'impegno per sostenere Maria di Borgogna, unica figlia di Carlo I di Borgogna e ambita erede del potente Ducato di Borgogna che perseguiva, sotto Carlo I, una politica apertamente ostile verso la Francia.
La morte inattesa di Nicola, avvenuta nel 1473, e la rinnovata fedeltà di Renato II, suo successore alla guida del ducato, consentirono a Luigi XI di riottenere il controllo della Lorena, frustrando le aspirazioni borgognone. Quello stesso anno Anna venne data in sposa a Pietro II, duca di Bourbon (Borbone).
Fino alla maggiore età del fratello Carlo VIII, il futuro sovrano, Anna e il marito Pietro furono reggenti di Francia. Dal 1483 al 1491 i due coniugi mantennero l'autorità reale contro le ingerenze di Luigi d'Orléans (che nel 1498 salirà al trono come Luigi XII di Francia): era una fazione quella della famiglia degli Orléans che giocava tradizionalmente un ruolo importante negli affari della casa reale.

### Reggente di Francia
Durante la sua reggenza Anna superò diverse difficoltà, tra le quali le rivolte di una parte dell'aristocrazia che aveva mal sofferto la politica assolutista di Luigi XI. Per sedarle furono elargite diverse concessioni, a discapito di quei privilegi che la piccola nobiltà e la borghesia commerciale francese avevano ottenuto sotto Luigi, e molte terre furono restituite alle famiglie nobili ostili, tra le quali quella di Orlèans.
Nel 1491, a dispetto dell'opposizione austriaca ed inglese, la reggente di Francia organizzò il matrimonio fra il fratello Carlo VIII e Anna, duchessa di Bretagna per portare la Bretagna sotto l'amministrazione diretta della corona francese.
Il matrimonio combinato da Anna fu causa di successivi dissidi con la duchessa bretone.
Nel 1492 Anna di Beaujeu fu l'artefice, insieme al maresciallo di Francia Philippe de Crèvecœur d'Esquerdes, del trattato di Étaples che poneva fine all'assedio inglese della città di Boulogne-sur-Mer, iniziato come rappresaglia per il sostegno francese a Perkin Warbeck, pretendente al trono di Inghilterra contro re Enrico VII. Secondo il trattato, Perkin Warbeck veniva espulso dalla Francia, che pagava all'Inghilterra un'indennità di 157 000 sterline.
Il trattato fu un grande successo dell'Inghilterra, che con un'operazione militare modesta riusciva a costringere alla diplomazia la Francia che, pur uscita vincitrice dalla Guerra dei cent'anni, non poteva permettersi un nuovo conflitto di lunga durata con l'Inghilterra ma, allo stesso tempo, si risolse positivamente anche per la Francia, che ottenne il pieno controllo sulla Bretagna e la definitiva rinuncia delle pretese inglesi sul suolo francese, sebbene in cambio del pagamento di un'indennità di 745 000 corone.
Fu ancora reggente di Francia del settembre 1494 al luglio 1495, quando Carlo VIII discese in Italia per occupare il regno di Napoli.
Pietro morì nel 1503 e gli successe l'unica figlia della coppia, Susanna, Duchessa di Borbone. Anna tuttavia fu sempre dominante nell'ambito familiare e rimase l'amministratrice dei possedimenti dei Borbone anche dopo la morte del marito, proteggendoli dalle mire reali. Morì nel 1522, all'età di 61 anni, nel castello di Chantelle.

## Discendenza
Anna e Pietro ebbero due figli:
- Carlo, conte di Clermont (1476 – 1498);
- Susanna (1491 – 1521), sposa di suo cugino Carlo di Borbone-Montpensier (1490 – 1527); Susanna ottenne nel 1498 dal Re Luigi XII l'autorizzazione ad ereditare i diritti della linea primogenita e trasmetterli al marito, famoso per aver tradito re Francesco I di Francia ed essere fuggito verso Carlo V d'Asburgo.

## Ascendenza
|                      |                       |                      | Genitori                        |  |  | Nonni |  |  | Bisnonni            |  |  | Trisnonni          |  |
|                      |                       |                      |                                 |  |  |       |  |  | Carlo VI di Francia |  |  | Carlo V di Francia |  |
|                      |                       |                      |                                 |  |  |       |  |  | Carlo VI di Francia |  |  | Carlo V di Francia |  |
|                      |                       | Giovanna di Borbone  |                                 |  |  |       |  |  | Carlo VI di Francia |  |  |                    |  |
| Carlo VII di Francia |                       |                      |                                 |  |  |       |  |  | Carlo VI di Francia |  |  |                    |  |
|                      |                       | Isabella di Baviera  | Stefano III di Baviera          |  |  |       |  |  |                     |  |  |                    |  |
|                      |                       | Isabella di Baviera  | Stefano III di Baviera          |  |  |       |  |  |                     |  |  |                    |  |
|                      |                       | Isabella di Baviera  | Taddea Visconti                 |  |  |       |  |  |                     |  |  |                    |  |
| Luigi XI di Francia  |                       | Isabella di Baviera  |                                 |  |  |       |  |  |                     |  |  |                    |  |
|                      |                       | Luigi II d'Angiò     | Luigi I d'Angiò                 |  |  |       |  |  |                     |  |  |                    |  |
|                      |                       | Luigi II d'Angiò     | Luigi I d'Angiò                 |  |  |       |  |  |                     |  |  |                    |  |
|                      |                       | Luigi II d'Angiò     | Maria di Blois-Châtillon        |  |  |       |  |  |                     |  |  |                    |  |
| Maria d'Angiò        |                       | Luigi II d'Angiò     |                                 |  |  |       |  |  |                     |  |  |                    |  |
|                      |                       | Iolanda di Aragona   | Giovanni I di Aragona           |  |  |       |  |  |                     |  |  |                    |  |
|                      |                       | Iolanda di Aragona   | Giovanni I di Aragona           |  |  |       |  |  |                     |  |  |                    |  |
|                      |                       | Iolanda di Aragona   | Iolanda di Bar                  |  |  |       |  |  |                     |  |  |                    |  |
| Anna di Beaujeu      |                       | Iolanda di Aragona   |                                 |  |  |       |  |  |                     |  |  |                    |  |
|                      | Amedeo VIII di Savoia | Amedeo VII di Savoia |                                 |  |  |       |  |  |                     |  |  |                    |  |
|                      | Amedeo VIII di Savoia | Amedeo VII di Savoia |                                 |  |  |       |  |  |                     |  |  |                    |  |
|                      | Amedeo VIII di Savoia | Bona di Berry        |                                 |  |  |       |  |  |                     |  |  |                    |  |
| Ludovico di Savoia   | Amedeo VIII di Savoia |                      |                                 |  |  |       |  |  |                     |  |  |                    |  |
|                      |                       | Maria di Borgogna    | Filippo II di Borgogna          |  |  |       |  |  |                     |  |  |                    |  |
|                      |                       | Maria di Borgogna    | Filippo II di Borgogna          |  |  |       |  |  |                     |  |  |                    |  |
|                      |                       | Maria di Borgogna    | Margherita III delle Fiandre    |  |  |       |  |  |                     |  |  |                    |  |
| Carlotta di Savoia   |                       | Maria di Borgogna    |                                 |  |  |       |  |  |                     |  |  |                    |  |
|                      |                       | Giano di Cipro       | Giacomo I di Cipro              |  |  |       |  |  |                     |  |  |                    |  |
|                      |                       | Giano di Cipro       | Giacomo I di Cipro              |  |  |       |  |  |                     |  |  |                    |  |
|                      |                       | Giano di Cipro       | Helvis di Brunswick-Grubenhagen |  |  |       |  |  |                     |  |  |                    |  |
| Anna di Lusignano    |                       | Giano di Cipro       |                                 |  |  |       |  |  |                     |  |  |                    |  |
|                      |                       | Carlotta di Borbone  | Giovanni I di Borbone-La Marche |  |  |       |  |  |                     |  |  |                    |  |
|                      |                       | Carlotta di Borbone  | Giovanni I di Borbone-La Marche |  |  |       |  |  |                     |  |  |                    |  |
|                      |                       | Carlotta di Borbone  | Caterina di Vendôme             |  |  |       |  |  |                     |  |  |                    |  |
|                      |                       | Carlotta di Borbone  |                                 |  |  |       |  |  |                     |  |  |                    |  |